# Sarstedt
 Ikke at forveksle med Peter Sarstedt.
Sarstedt er en by i det centrale Tyskland med 19.896(2023) indbyggere, hørende under Landkreis Hildesheim i den sydlige del af delstaten Niedersachsen. Byen er beliggende ved floden Innerste.

## Geografi
Sarstedt ligger omkring 13 km nordvest for Hildesheim og 21 km sydøst for Hannover. Mellem 1885 og 1946 var Sarstedt den eneste, og siden da den nordligste by i Landkreis Hildesheim. I den vestlige del af byen løber floden Innerste, der ved landsbyen Ruthe (2 km mod nordvest) munder ud i Leine.
Sarstedt grænser mod øst til Algermissen, mod sydøst til Harsum, mod syd til Giesen og Barnten (bydistrikt i Nordstemmen), mod nordøst til Pattensen og mod nord til Laatzen (Region Hannover).
Siden områdereformen i 1974 hører seks landsbyer til Sarstedt, hver med egen landsbyborgmester:
- Heisede: ca. 1.000 indbyggere
- Schliekum: ca. 730 indbyggere
- Giften: ca. 750 indbyggere
- Gödringen: ca. 610 indbyggere
- Hotteln: ca. 520 indbyggere
- Ruthe: ca. 355 indbyggere

## Berømte personer fra Sarstedt
- Michael Schenker, guitarist i UFO, Scorpions og Michael Schenker Group.
- Rudolf Schenker, rytmeguitarist,sangskriver og grundlægger af hardrockbandet Scorpions.